# Wereldkampioenschap rhönradturnen
Sinds 1995 wordt er tweejaarlijks een wereldkampioenschap rhönradturnen gehouden, welke wordt georganiseerd door het Internationale Rhönradturnverbond (IRV). Tegenwoordig bestaat het WK rhönradturnen uit de volgende wedstrijden:
- meerkamp junioren dames en heren (rechtuit, spiralen en sprong)
- meerkamp senioren dames en heren (rechtuit, spiralen en sprong)
- landenfinale
- finales per discipline junioren dames en heren (rechtuit, spiralen en sprong)
- finales per discipline senioren dames en heren (rechtuit, spiralen en sprong)

Voor de junioren geldt een minimumleeftijd van 14 jaar en een maximumleeftijd van 17 jaar; de minimumleeftijd voor deelname bij de senioren is 16 jaar.

## Locaties van de "individuele" wereldkampioenschappen rhönradturnen
1. 1995: Den Helder, Nederland
2. 1997: Antwerpen, België
3. 1999: Limburg, Duitsland
4. 2001: Liestal, Zwitserland
5. 2003: Lillehammer, Noorwegen
6. 2005: Bütgenbach, België, en Aken, Duitsland
7. 2007: Salzburg, Oostenrijk
8. 2009: Baar, Zwitserland
9. 2011: Arnsberg, Duitsland
10. 2013: Chicago, Verenigde Staten van Amerika
11. 2015: Lignano Sabbiadoro, Italië
12. 2016: Cincinnati, Verenigde Staten van Amerika
13. 2018: Magglingen, Zwitserland
14. 2020/2021: gecanceld; was gepland in New York, Verenigde Staten van Amerika
15. 2022: Sønderborg, Denemarken
16. 2024: Almere, Nederland
17. 2026: Gepland in Göttingen, Duitsland

## Locaties van de "team" wereldkampioenschappen rhönradturnen
1. 2012: Baar, Zwitserland
2. 2014: Berlijn, Duitsland
3. 2017: Salzburg, Oostenrijk
4. 2019: Akita, Japan
5. 2023: Chicago, Verenigde Staten van Amerika
6. 2025: Leipzig, Duitsland

## Wereldkampioenen bij de senioren

### Meerkamp
|         | 2009              | 2011               |
| ------- | ----------------- | ------------------ |
| Vrouwen | GER Svenja Trepte | GER Laura Stullich |
| Mannen  | GER Robert Maaser | GER Robert Maaser  |

### Rechtuit
|         | 2009               | 2011               |
| ------- | ------------------ | ------------------ |
| Vrouwen | GER Jenny Hoffmann | GER Laura Stullich |
| Mannen  | GER Robert Maaser  | NED Boy Looijen    |

### Spiralen
|         | 2009              | 2011                  |
| ------- | ----------------- | --------------------- |
| Vrouwen | GER Kathrin Schad | GER Svenja Trepte     |
| Mannen  | GER Robert Maaser | GER Christoph Clausen |

### Sprong
|         | 2009                 | 2011                 |
| ------- | -------------------- | -------------------- |
| Vrouwen | NED Kirstin Heerdink | NED Kirstin Heerdink |
| Mannen  | GER Robert Maaser    | GER Robert Maaser    |

## Wereldkampioenen bij de junioren
Regerend junior-wereldkampioenen zijn sinds het WK van 2009:

### Meerkamp junioren
- meisjes:  GER Mareike Jochem
- jongens:  GER Markus Büttner

### Rechtuit
- meisjes:  ISR Noam Horenstein
- jongens:  GER Markus Büttner

### Spiralen
- meisjes:  GER Sandra Trepte
- jongens:  GER Markus Büttner

### Sprong
- meisjes:  GER Sarah Metz
- jongens:  GER Max Brinkmann

## Landenteams
De beste landen uit de kwalificatie plaatsen zich voor de landenwedstrijd. De einduitslag was in 2009 en 2011 gelijk:
1. GER Duitsland
2. NED Nederland
3. JPN Japan